# شبکه ۲٫۰
شبکه ۲٫۰ (انگلیسی: The Net 2.0) یک فیلم دلهره‌آور و معمایی آمریکایی محصول سال ۲۰۰۶ به نویسندگی و تهیه کنندگی راب کوان و کارگردانی چارلز وینکلر است. این اسماً دنباله‌ای بر فیلم شبکه (فیلم ۱۹۹۵) به کارگردانی پدرش اروین وینکلر (که تهیه‌کننده این فیلم بود) است، اما داستانی جداگانه و نامرتبط دارد. داستان دربارهٔ یک تحلیلگر سیستم‌های کامپیوتری است که وقتی برای شغل جدید به ترکیه می‌رود، خود را در شبکه‌ای از سرقت هویت و قتل می‌بیند. از بازیگران می‌توان به نیکی دیلچ، کیگان کونور تریسی، شبنم دونمز و نیل هاپکینز اشاره کرد.

## خلاصه داستان
هوپ کسیدی (نیکی دلیچ) یک تحلیلگر سیستمهای کامپیوتری است که به او پیشنهاد کاری در ترکیه می‌شود. بعد از ورود او به استانبول اتفاقات عجیبی برای او رخ می‌دهد. کارتهای اعتباریش بی‌اعتبار و حساب بانکیش خالی می‌شود. اما این پایان کار نیست و او متوجه می‌شود که هویتش به سرقت رفته و…

## بازخوردها
جفری رابینسون از DVD Talk به این فیلم امتیاز ۱٫۵ از ۵ ستاره داد و نوشت که «احتمال این است که شما را بخواباند تا اینکه شما را روی لبه صندلی خود نگه دارد».